# Chōnaikai
 (juillet 2010).
Un(e) chōnaikai (町内会, littéralement « association de quartier ») consiste au Japon en une association volontaire d'habitants d'un même quartier ou d'un même village. Il constitue un acteur essentiel, voire incontournable, de la vie quotidienne dans la société japonaise. On utilise parfois le terme jichikai (自治会).

## Historique
En 1868, lors de la Restauration de Meiji, la taille des municipalités japonaises était relativement faible, comparable à ce que l'on connait actuellement en France. On dénombrait ainsi pas moins de 70 000 villages, bourgs ou villes, communautés structurées pouvant constituer autant de foyers d'oppositions au pouvoir central. Aux XIXe et XXe siècles, le Japon connut alors deux vagues de fusions de communes destinées notamment à affaiblir les pouvoirs revendicateurs de ces communautés. C'est alors qu'apparurent les chōnaikai, associations informelles prenant le relai des anciennes structures communautaires de villages ou de quartiers.
Leur rôle fut important, notamment pendant la Seconde Guerre mondiale comme le tonarigumi, où ces organismes auxiliaires se réorganisèrent et prirent une part importante à la vie quotidienne, notamment en assurant :
- la protection des quartiers contre le feu et les bombardements ;
- l'entretien des voies et des bâtiments publics ;
- la distribution de nourriture et des produits de première nécessité.

Mais la méfiance du pouvoir central à l'égard des chōnaikai n'avait pas disparu pour autant, au point que les Américains les feront interdire durant les premières années de l'occupation de l'archipel. Ils seront de nouveau autorisés lors de la signature du traité de San Francisco en 1951.
Aujourd'hui, les chōnaikai sont très structurés puisqu'il existe au niveau national, une fédération de chōnaikai (町内会連合会, chōnaikai rengōkai).

## Caractéristiques
Le chōnaikai se caractérise par cinq critères :
- le territoire
- les adhérents
- l'automatisme de l'adhésion
- les activités
- le rôle institutionnel

### Le territoire
Il possède sa propre circonscription territoriale, la collectivité locale de base étant souvent sa référence. Mais comme ce territoire n'est pas rigoureusement délimité par la loi, le chōnaikai sera créé ou divisé en fonction de l'évolution de la population, mais ne dépassera toutefois jamais la limite du territoire municipal. En province, il reprendra souvent les limites de l'ancien village féodal.

### Les adhérents
Ce ne sont pas les individus qui adhèrent au chōnaikai, mais les ménages. La présence de l'époux n'est pas nécessaire lors des assemblées générales, mais dans ce cas, il doit se faire représenter par un adulte du foyer.
Le chōnaikai comporte très souvent des sections destinées aux femmes, aux enfants ou aux personnes âgées, lesquelles sont chargées de proposer les activités à chacun de ces publics. Lorsque la population d'un quartier diminue en centre-ville, des entreprises peuvent elles aussi être invitées à adhérer au chōnaikai en tant que « membre associé » ou « membre d'honneur », afin de prendre en charge une partie des frais de fonctionnement de l'association, en raison de la liberté d'association.

### L'automatisme de l'adhésion
Tout ménage qui s'installe dans un quartier est invité à adhérer au chōnaikai. Même si cette adhésion n'est pas obligatoire, elle est cependant indispensable pour faciliter la vie quotidienne de l'adhérent dans son environnement. Les ménages qui ne rejoignent pas le chōnaikai de leur quartier seront traités comme des étrangers ou du moins comme des gens de passage. Les étudiants ou les jeunes salariés qui logent dans une chambre louée, ne sont pas traités comme des adhérents à part entière, puisqu'ils sont considérés comme membre du ménage de leur propriétaire.

### Les activités
Celles-ci sont extrêmement variées comme :
- assurer la tranquillité et la sécurité des habitants[2]. Ainsi, le chōnaikai joue un rôle important lors des catastrophes naturelles (incendies, séismes, tsunamis, typhons, etc.) en contribuant activement à l'organisation des secours.
- gérer les déchets.
- proposer une assistance aux personnes âgées et handicapées.
- organiser des activités culturelles et sportives, voire des voyages, afin d'inviter les habitants à mieux se connaître.

### Le rôle institutionnel
Le chōnaikai partage souvent le même territoire que la commune, et constitue ainsi une sorte de municipalité « bis ». De ce fait, il est amené par la municipalité « officielle » à sous-traiter certains dossiers, considérant alors le chōnaikai comme un interlocuteur incontournable pour la vie de la commune. En effet, la plupart des informations municipales parviennent aux habitants par le biais du chōnaikai et ses représentants sont souvent invités par la municipalité afin de donner leurs avis sur bon nombre de sujets.
Ces représentants peuvent ainsi siéger dans de nombreux comités administratifs concernant les problèmes aussi diverses que : les associations contre le crime, contre les incendies, pour la sécurité sociale, pour le tourisme, pour la protection des jeunes ou des pauvres, pour les activités sportives, pour l'école ou le collège du quartier, etc.
Cependant, l'esprit frondeur du chōnaikai n'a pas disparu pour autant, n'hésitant pas parfois à faire du lobbyisme pour défendre les intérêts des habitants du quartier, notamment en matière de défense de l'environnement, par l'organisation de manifestation ou la signature de pétitions.
Conscient de son influence sur ses adhérents, le chōnaikai peut également appeler ses membres à voter pour tel ou tel candidat lors des scrutins électoraux.